# Journal of Small Animal Practice
Das Journal of Small Animal Practice (Abkürzung J. Small Anim. Pract.) ist eine monatlich erscheinende tiermedizinische Fachzeitschrift unter Peer Review. Sie veröffentlicht Originalarbeiten, systematische Übersichtsarbeiten und Fallberichte zu Erkrankungen bei Haushunden, Hauskatzen und anderen Hobbytieren. Sie ist offizielles Organ der British Small Animal Veterinary Association und der World Small Animal Veterinary Association.
Der Impact Factor beträgt 1,6, der h-Index 78.